# Cihat Süvarioğlu
Cihat Süvarioğlu (* 23. September 1990 in Konya) ist ein türkischer Schauspieler.

## Leben und Karriere
Süvarioğlu wurde am 23. September 1990 in Konya geboren. Er besuchte die Kayseri Ahmet Paşa İlköğretim Okulu. Sein Debüt gab er 2014 in dem Film Görümce. Im selben Jahr trat er in der Fernsehserie Diğer yarım auf. Anschließend war er 2018 in dem Film Kelebekler zu sehen. 2019 spielte er in der Serie Yüzleşme die Hauptrolle. Außerdem wurde er 2020 für die Serie Yarım Kalan Aşklar gecastet. Seit 2020 spielt Süvarioğlu in Gönül Dağı.

## Filmografie
Filme
- 2014: Görümce
- 2018: Kelebekler
- 2019: Kronoloji
- 2019: Değişen Dünyaya Karşı

Serien
- 2014: Diğer yarım
- 2017: Ölene Kadar
- 2018: Hakan: Muhafız
- 2018: Bartu Ben
- 2019: Fractured
- 2019: Yüzleşme
- 2020: Yarım Kalan Aşklar
- seit 2020: Gönül Dağı